# サザエさん通り (福岡市)

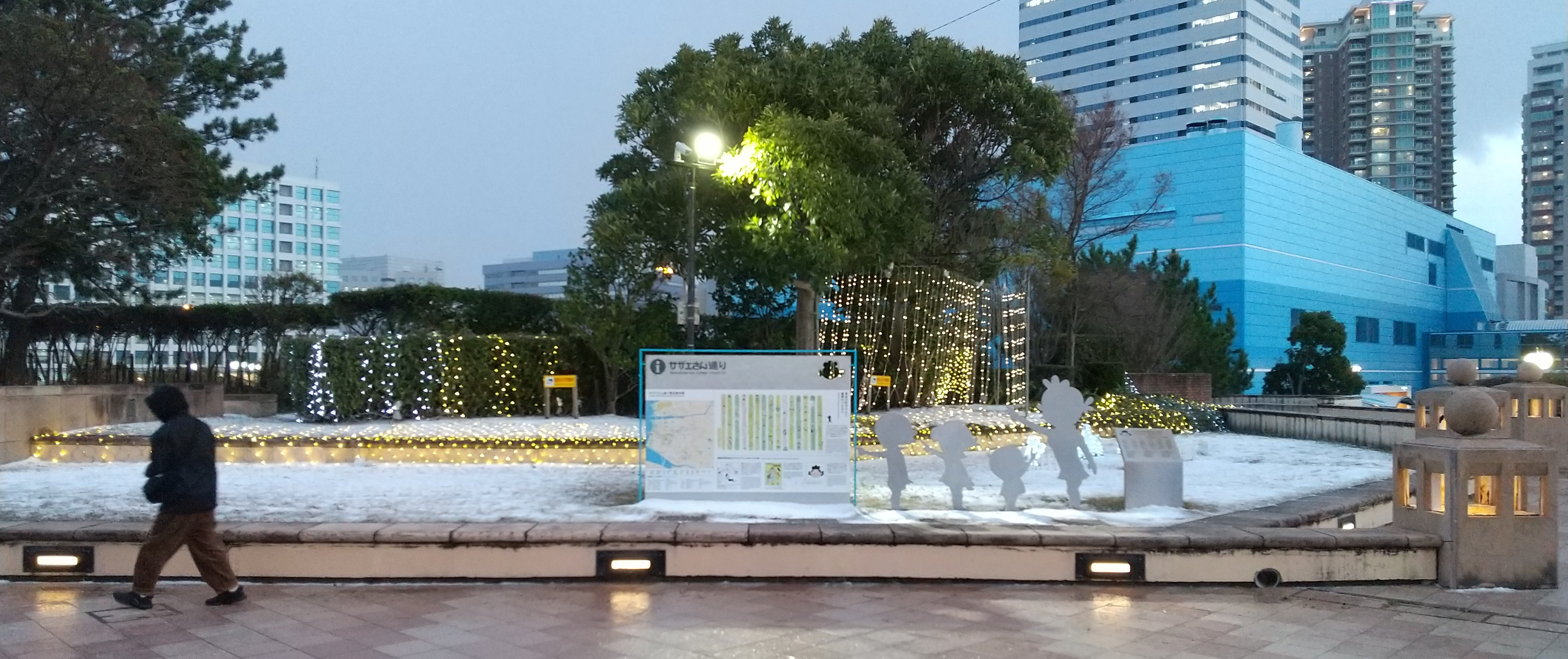
サザエさん通りの看板

サザエさん通り（サザエさんどおり）は、福岡県福岡市早良区西新の脇山口交差点から、シーサイドももち海浜公園（百道浜地区）入口までを結ぶ道路の愛称。「サザエさん」の作者である長谷川町子ゆかりの地であるとして、2012年に命名された。

## 概要
脇山口交差点から西新通り交差点、博物館前交差点を経由してシーサイドももち海浜公園に至る約1.6キロメートルの通りである。
西新通り交差点から博物館前交差点の間は、よかトピア通りと重複している。また、福岡タワー近辺（市道地行百道線との交差点から終点まで）は車道がなく、歩行者専用である。
キャラクターは夕刊フクニチに連載されていた頃のデザインのサザエさんとなっている。また、例年5月下旬に「サザエさん通りウィーク」が開催されている。

## 由来
1945年（昭和20年）ごろ、第二次世界大戦中に東京から疎開していた長谷川町子が、百道の海岸を散歩しながら「サザエさん」の登場人物の名前や家族構成を思いついたことを記念して命名された。
なお、命名にあたっては長谷川町子美術館および既に「サザエさん通り」がある世田谷区桜新町商店街振興組合の承諾を得ている。

## 周辺

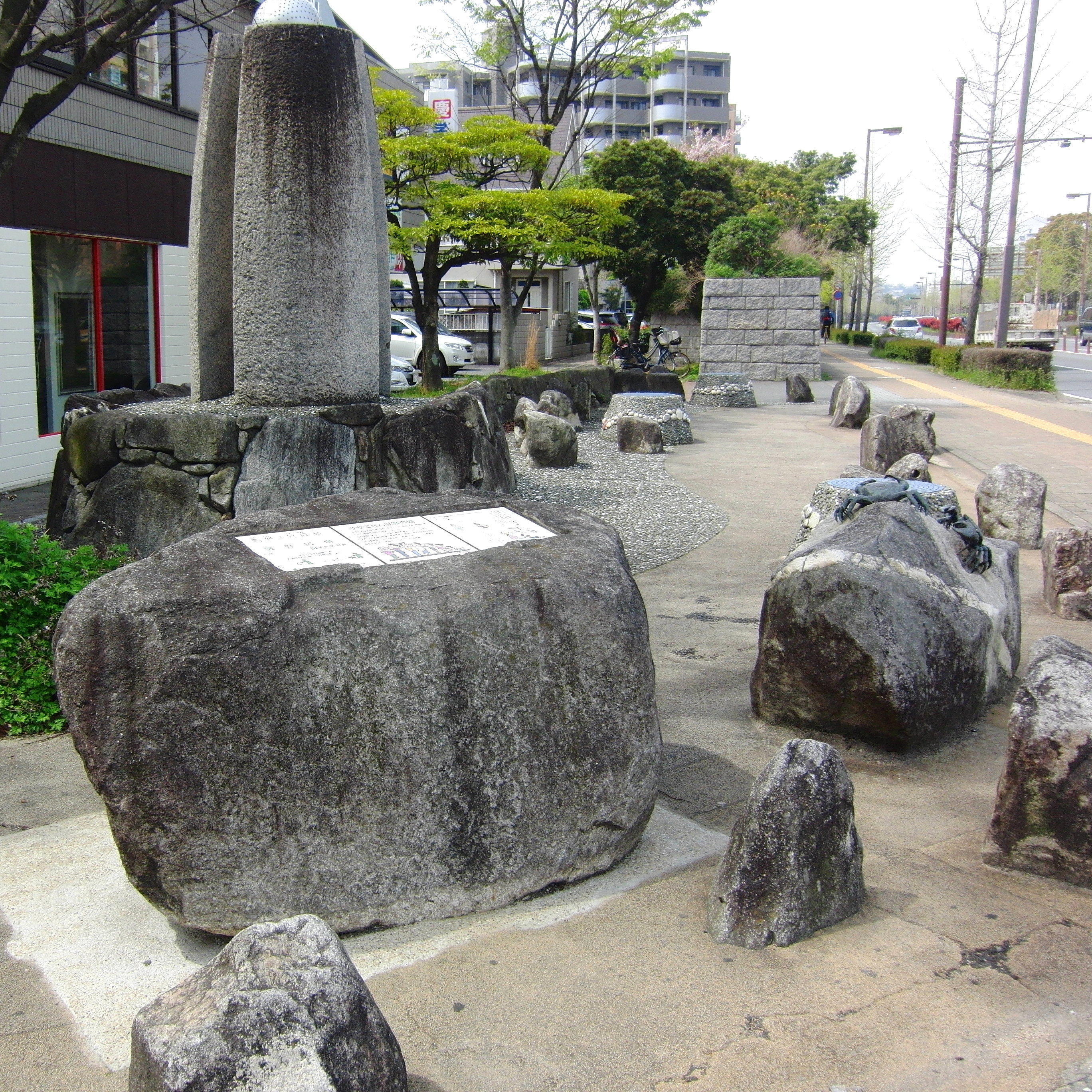
磯野広場（サザエさん発案の地記念碑）

- 修猷館高校
- 西南学院大学
- 福岡市立西新小学校
- 磯野広場（サザエさん発案の地記念碑）
- 百道中央公園
- 福岡市博物館
- 福岡市総合図書館
- TNC放送会館
- RKB毎日放送
- 福岡タワー